# Tour d'Espagne 1956
La 11e édition du Tour d'Espagne s'est déroulée entre le 26 avril et le 13 mai 1956. Il se composait de 17 étapes pour un total de 3 531 kilomètres. Le départ et l'arrivée étaient fixés à Bilbao. 90 coureurs y participaient ; 40 d'entre eux parvinrent au terme de la course.
L'Italien Angelo Conterno s'empara de la tête du classement général au deuxième jour de course. La victoire finale se joua durant les quatre dernières étapes, Jesús Loroño et Federico Bahamontes s'opposant en montagne pour rattraper le leader Conterno. Des crevaisons et des chutes écartèrent Bahamontes de la victoire, laissant Loroño échouer à 13 secondes du vainqueur. Il s'agit alors du plus petit écart de l'histoire du Tour d'Espagne.
Miguel Poblet et Rik Van Steenbergen se disputèrent les sprints, remportant respectivement 3 et 6 étapes. Van Steenbergen remporta le classement par points. Le classement de la montagne fut remporté par Nino Defilippis.

## Équipes participantes
- France
- Espagne
- Italie
- Suisse-Mixte
- Belgique
- Cantabro
- Centre-Sud
- Pirenaico
- Méditerranée

## Classement général
| \| 1. \| Angelo Conterno \| Italie \| en \| 105 h 37 min 52 s \| \| \| 2. \| Jesús Loroño \| Espagne \| + \| 13 s \| \| \| 3. \| Raymond Impanis \| Belgique \| + \| 1 min 54 s \| \| \| 4. \| Federico Bahamontes \| Espagne \| + \| 3 min 27 s \| \| \| 5. \| Rik Van Steenbergen \| Belgique \| + \| 7 min 48 s \| \| \| 6. \| Miguel Chacón \| Espagne \| + \| 8 min 30 s \| \| \| 7. \| Gilbert Bauvin \| France \| + \| 9 min 18 s \| \| \| 8. \| Brian Robinson \| Grande-Bretagne \| + \| 10 min 36 s \| \| \| 9. \| José Serra Gil \| Espagne \| + \| 12 min 38 s \| \| \| 10. \| Manuel Rodríguez \| Espagne \| + \| 13 min 55 s \| \| |                     |                 |    |                   |  |
| 1. | Angelo Conterno     | Italie          | en | 105 h 37 min 52 s |  |
| 2. | Jesús Loroño        | Espagne         | +  | 13 s              |  |
| 3. | Raymond Impanis     | Belgique        | +  | 1 min 54 s        |  |
| 4. | Federico Bahamontes | Espagne         | +  | 3 min 27 s        |  |
| 5. | Rik Van Steenbergen | Belgique        | +  | 7 min 48 s        |  |
| 6. | Miguel Chacón       | Espagne         | +  | 8 min 30 s        |  |
| 7. | Gilbert Bauvin      | France          | +  | 9 min 18 s        |  |
| 8. | Brian Robinson      | Grande-Bretagne | +  | 10 min 36 s       |  |
| 9. | José Serra Gil      | Espagne         | +  | 12 min 38 s       |  |
| 10. | Manuel Rodríguez    | Espagne         | +  | 13 min 55 s       |  |

## Étapes
| N°   | Date     | Villes étapes               | km        | Vainqueur d'étape   | Leader du général   |
| 1re  | 26 avril | Bilbao - Santander          | 208       | Rik Van Steenbergen | Rik Van Steenbergen |
| 2e   | 27 avril | Santander - Oviedo          | 248       | Angelo Conterno     | Angelo Conterno     |
| 3e   | 28 avril | Oviedo - Valladolid         | 175       | Miguel Poblet       | Angelo Conterno     |
| 4e   | 29 avril | Valladolid - Madrid         | 212       | Claude Le Ber       | Angelo Conterno     |
| 5e   | 30 avril | Madrid - Albacete           | 241       | Miguel Poblet       | Angelo Conterno     |
| 6e   | 1er mai  | Albacete - Alicante         | 227       | Miguel Poblet       | Angelo Conterno     |
| 7e   | 2 mai    | Alicante - Valence          | 182       | Rik Van Steenbergen | Angelo Conterno     |
| 8e   | 3 mai    | Valence - Tarragone         | 249       | Rik Van Steenbergen | Angelo Conterno     |
| 9e   | 5 mai    | Tarragone - Barcelone       | 163       | Hugo Koblet         | Angelo Conterno     |
| 10ea | 6 mai    | Barcelone - Barcelone       | 21 (CLME) | France              | Angelo Conterno     |
| 10eb | 6 mai    | Barcelone - Tàrrega         | 112       | Gilbert Bauvin      | Angelo Conterno     |
| 11e  | 7 mai    | Tàrrega - Saragosse         | 238       | Rik Van Steenbergen | Angelo Conterno     |
| 12e  | 8 mai    | Saragosse - Bayonne (FRA)   | 274       | Giancarlo Astrua    | Angelo Conterno     |
| 13ea | 9 mai    | Bayonne (FRA) - Irun        | 43 (CLM)  | Claude Le Ber       | Angelo Conterno     |
| 13eb | 9 mai    | Irun - Pampelune            | 111       | Roger Walkowiak     | Angelo Conterno     |
| 14e  | 10 mai   | Pampelune - Saint-Sébastien | 195       | Rik Van Steenbergen | Angelo Conterno     |
| 15e  | 11 mai   | Saint-Sébastien - Bilbao    | 225       | Nino Defilippis     | Angelo Conterno     |
| 16e  | 12 mai   | Bilbao - Vitoria            | 207       | Benigno Aspuru      | Angelo Conterno     |
| 17e  | 13 mai   | Vitoria - Bilbao            | 190       | Rik Van Steenbergen | Angelo Conterno     |

## Classements annexes
| \| 1. \| Rik Van Steenbergen \| Belgique \| 98 points \| \| 2. \| Gilbert Bauvin \| France \| 187 points \| \| 3. \| Angelo Conterno \| Italie \| 231 points \| |                     |          |            |
| 1. | Rik Van Steenbergen | Belgique | 98 points  |
| 2. | Gilbert Bauvin      | France   | 187 points |
| 3. | Angelo Conterno     | Italie   | 231 points |

| \| 1. \| Nino Defilippis \| Italie \| 26 points \| \| 2. \| Federico Bahamontes \| Espagne \| 19 points \| \| 3. \| Antonio Suárez \| Espagne \| 17 points \| |                     |         |           |
| 1. | Nino Defilippis     | Italie  | 26 points |
| 2. | Federico Bahamontes | Espagne | 19 points |
| 3. | Antonio Suárez      | Espagne | 17 points |

## Liste des coureurs
| France | Espagne | Italie |
| - 1 Jean Dotto (Fra) ab.16° - 2 Louison Bobet (Fra) ab.12° - 3 Jean Bobet (Fra) ab.16° - 4 Maurice Lampre (Fra) - 5 Gilbert Bauvin (Fra) - 6 Louis Bergaud (Fra) ab.16° - 7 Raoul Remy (Fra) ab.4° - 8 Eugène Telotte (Fra) ab.16° - 9 Claude Le Ber (Fra) ab.16° - 10 Roger Walkowiak (Fra) ab.16°                                      | - 11 Federico Bahamontes (Esp) - 12 Antonio Barrutia (Esp) - 13 Salvador Botella (Esp) ab.16° - 14 Miguel Bover (Esp) ab.15° - 15 Jesús Galdeano (Esp) - 16 Francisco Masip (Esp) - 17 Jesús Loroño (Esp) - 18 René Marigil (Esp) - 19 Miguel Poblet (Esp) ab.12° - 20 Bernardo Ruiz (Esp)                                   | - 21 Nino Defilippis (Ita) - 22 Giancarlo Astrua (Ita) - 23 Angelo Conterno (Ita) - 24 Giuseppe Favero (Ita) - 25 Giuseppe Buratti (Ita) - 26 Roberto Falaschi (Ita) ab.12° - 27 Arrigo Padovan (Ita) - 28 Mauro Gianneschi (Ita) - 29 Giuliano Michelon (Ita) - 30 Giovanni Pettinati (Ita)                                                |
| Suisse Mixte | Belgique | Cantabrique |
| - 31 Hugo Koblet (Sui) ab.11° - 32 Heinz Muller (All) ab.12° - 33 Brian Robinson (Gbr) - 34 Emilio Croci-Torti (Sui) ab.15° - 35 Remo Pianezzi (Sui) - 36 Martin Metzger (Sui) ab.12° - 37 Oscar Von Büren (Sui) ab.16° - 38 Ian Steel (Gbr) ab.7° - 39 Tony Hoar (Gbr) - 40 Rudi Theissen (All)                                         | - 41 Rik Van Steenbergen (Bel) - 42 Hilaire Couvreur (Bel) - 43 Emile Severeyns (Bel) ab.1° - 44 Edgard Sorgeloos (Bel) - 45 Raymond Impanis (Bel) - 46 Joseph Verhelst (de) (Bel) ab.1° - 47 Norbert Kerckhove (Bel) ab.4° - 48 Arsène Bauwens (Bel) ab.1° - 49 André Noyelle (Bel) ab.2° - 50 Willy Schroeders (Bel) ab.4° | - 51 Cosme Barrutia (Esp) - 52 Antonio Ferraz (Esp) - 53 Carmelo Morales (Esp) - 54 Benigno Azpuru (Esp) - 55 Adolfo Cruz (Esp) - 56 Emilio Rodríguez (Esp) - 57 Manuel Rodríguez (Esp) - 58 Hortensio Vidaurreta (Esp) ab.12° - 59 Miguel Vidaurreta (Esp) - 60 Felipe Alberdi (Esp) ab.1°                                                 |
| Centre Sud | Pyrénées | Mediterranée |
| - 61 Mariano Corrales (es) (Esp) ab.2° - 62 Antonio Gelabert (Esp) ab.4° - 63 Francisco Moreno (Esp) - 64 Antonio Jiménez Quiles (Esp) - 65 José Catalá (Esp) ab.12° - 66 Antonio Suárez (Esp) ab.17° - 67 Raúl Motos (Esp) ab.5° - 68 Emilio Hernán (es) (Esp) ab.12° - 69 Miguel Vilana (Esp) ab.2° - 70 Pedro Guzmán (ca) (Esp) ab.5° | - 71 José Escolano Sanchez (Esp) - 72 Juan Crespo Hita (Esp) ab.5° - 73 Miguel Chacón (Esp) - 74 Joan Escolà (Esp) ab.5° - 75 Vicente Iturat (Esp) - 76 Juan Campillo (Esp) ab.15° - 77 José Mateo (Esp) ab.5° - 78 Gabriel Saura (Esp) ab.1° - 79 José Serra (Esp) - 80 Miguel Pacheco (Esp) ab.15°                         | - 81 Miguel Alarcón (Esp) ab.4° - 82 Matías Alemany (ca) (Esp) ab.1° - 83 Miguel Gual (Esp) - 84 José Gómez del Moral (Esp) ab - 85 José Pérez Llacer (Esp) ab.12° - 86 José Perez de las Heras (Esp) ab.12° - 87 Andrés Trobat (Esp) ab.4° - 88 Gabriel Company (Esp) ab.4° - 89 Juan Bibiloni (Esp) - 90 Antonio Castell (ca) (Esp) ab.4° |